# Mbulaeni Mulaudzi
Mbulaeni Tongai Mulaudzi (ur. 8 września 1980 w Muduluni w prowincji Limpopo, zm. 24 października 2014) – południowoafrykański lekkoatleta, biegacz średniodystansowy, wicemistrz olimpijski, mistrz świata.

## Osiągnięcia
Do jego największych sukcesów należy srebrny medal letnich igrzysk olimpijskich w Atenach w 2004 i złoty mistrzostw świata w Berlinie na dystansie 800 m.
W swojej karierze odnosił także inne liczne sukcesy na dystansie 800 metrów:
- złoto Igrzysk Wspólnoty Narodów (Manchester 2002)
- brązowy medal Mistrzostw Świata w Lekkoatletyce (Paryż 2003)
- złoto halowych mistrzostw świata (Budapeszt 2004)
- srebro Halowych Mistrzostw Świata w Lekkoatletyce (Moskwa 2006)
- 1. miejsce w Światowym Finale IAAF (Stuttgart 2006)
- 3. miejsce podczas Pucharu Świata w Lekkoatletyce (Ateny 2006)
- 2. miejsce podczas igrzysk afrykańskich (Algier 2007)
- 2. miejsce na Światowym Finale IAAF (Stuttgart 2007)
- srebro w Halowych Mistrzostw Świata (Walencja 2008)
- 3. lokata podczas Światowego Finału IAAF (Saloniki 2009)

## Rekordy życiowe
- bieg na 800 metrów – 1:42,86 (2009)
- bieg na 1000 metrów – 2:15,86 (2007) rekord RPA
- bieg na 1500 metrów – 3:38,55 (2009)
- bieg na 800 metrów (hala) – 1:44,91 (2008) rekord RPA

## Życie prywatne
W 2013 ogłosił zakończenie kariery. Zginął w wypadku samochodowym.